# دنیسون
دنیسون (انگلیسی: Denison) شرکت معدن کانادایی است، که در سال ۱۹۸۵ توسط استفن رومن تأسیس شد.